# Eleitorado da Baviera
O Eleitorado da Baviera (em alemão: Kurfürstentum Bayern) foi um Estado independente sob o Sacro Império Romano-Germânico estabelecido em 1623 após a elevação do Ducado da Baviera para a categoria de eleitorado. O país durou até 1806, quando foi elevado para o Reino da Baviera.
A Casa de Wittelsbach que governava o Ducado da Baviera era um ramo mais novo da casa que também governava o Eleitorado do Palatinado. O chefe do ramo mais velho fora um dos sete príncipes-eleitores do Sacro Império de acordo com a Bula Dourada de 1356, porém a Baviera tinha sido excluída. Frederico V, Eleitor Palatino, foi colocado sob o banimento imperial em 1621 por seu papel na Revolta Boêmica contra o imperador Fernando II, com a dignidade eleitoral e território do Alto Palatinado sendo conferidos em 1623 ao seu primo o duque Maximiliano I da Baviera.
Os descendentes de Maximiliano continuaram a manter a dignidade eleitoral até sua extinção em 1777. Nesse ponto os dois ramos da Casa de Wittelsbach foram juntados em uma união pessoal até o fim do Sacro Império em 1806. Maximiliano IV José se elevou à dignidade de Rei da Baviera na Paz de Pressburg em 1805, com o império sendo abolido no ano seguinte.